# SK Březolupy
Sportovní klub Březolupy je český fotbalový klub z obce Březolupy, který byl založen v roce 1928. Od sezóny 2016/17 hraje I. B třídu Zlínského kraje (7. nejvyšší soutěž).
Své domácí zápasy odehrává na stadionu Březolupy. V roce 2016 se po téměř 70 letech vrátil k původnímu názvu SK Březolupy.
V 60. letech 20. století úzce spolupracoval s Duklou Uherské Hradiště

## Historické názvy
Zdroj: 
- 1928 – DTJ Březolupy (Dělnická tělocvičná jednota Březolupy)
- 1933 – RH Březolupy (Rudá hvězda Březolupy)
- 1939 – SK Březolupy (Sportovní klub Březolupy)
- 1948 – JTO Sokol Březolupy (Jednotná tělovýchovná organisace Sokol Březolupy)
- 1953 – DSO Sokol Březolupy (Dobrovolná sportovní organisace Sokol Březolupy)
- 1957 – TJ Sokol Březolupy (Tělovýchovná jednota Sokol Březolupy)
- 2016 – SK Březolupy, z. s. (Sportovní klub Březolupy, zapsaný spolek)

## Umístění v jednotlivých sezonách
Zdroj: 
Stručný přehled
- 1995–2000: Okresní přebor Uherskohradišťska
- 2000–2001: neaktivní
- 2001–2002: I. B třída Středomoravské župy – sk. B
- 2002–2016: I. A třída Zlínského kraje – sk. B
- 2016–2020: I. B třída Zlínského kraje – sk. C
- 2020–: Okresní soutěž Uherskohradišťska

Jednotlivé ročníky
Legenda: Z – zápasy, V – výhry, R – remízy, P – porážky, VG – vstřelené góly, OG – obdržené góly, +/− – rozdíl skóre, B – body, červené podbarvení – sestup, zelené podbarvení – postup, fialové podbarvení – reorganizace, změna skupiny či soutěže
| Česko (1995 – ) |                                        |        |     |     |       |     |     |     |     |     |        |
| Sezóny          | Liga                                   | Úroveň | Z   | V   | R     | P   | VG  | OG  | +/− | B   | Pozice |
| 1995/96         | Okresní přebor Uherskohradišťska       | 8      | 26  | 12  | 5     | 9   | 50  | 40  | +10 | 38  | 7.     |
| 1996/97         | Okresní přebor Uherskohradišťska       | 8      | 26  | 10  | 6     | 10  | 39  | 48  | −9  | 36  | 8.     |
| 1997/98         | Okresní přebor Uherskohradišťska       | 8      | 26  | 10  | 6     | 10  | 40  | 39  | +1  | 36  | 5.     |
| 1998/99         | Okresní přebor Uherskohradišťska       | 8      | 26  | 11  | 7     | 8   | 54  | 44  | +10 | 40  | 5.     |
| 1999/00         | Okresní přebor Uherskohradišťska       | 8      | 26  | 16  | 4     | 6   | 45  | 26  | +19 | 52  | 1.     |
| …               |                                        |        |     |     |       |     |     |     |     |     |        |
| 2001/02         | I. B třída Středomoravské župy – sk. B | 7      | ... | ... | ...   | ... | ... | ... | ... | ... |        |
| 2002/03         | I. A třída Zlínského kraje – sk. B     | 6      | 26  | 11  | 10    | 5   | 49  | 33  | +16 | 43  | 4.     |
| 2003/04         | I. A třída Zlínského kraje – sk. B     | 6      | 26  | 13  | 3     | 10  | 51  | 50  | +1  | 42  | 4.     |
| 2004/05         | I. A třída Zlínského kraje – sk. B     | 6      | 26  | 11  | 5     | 10  | 43  | 33  | +10 | 38  | 5.     |
| 2005/06         | I. A třída Zlínského kraje – sk. B     | 6      | 26  | 10  | 3     | 13  | 43  | 39  | +4  | 33  | 7.     |
| 2006/07         | I. A třída Zlínského kraje – sk. B     | 6      | 26  | 7   | 5     | 14  | 34  | 48  | −14 | 26  | 13.    |
| 2007/08         | I. A třída Zlínského kraje – sk. B     | 6      | 26  | 8   | 3     | 15  | 28  | 49  | −21 | 27  | 12.    |
| 2008/09         | I. A třída Zlínského kraje – sk. B     | 6      | 26  | 8   | 7     | 11  | 33  | 50  | −17 | 31  | 9.     |
| 2009/10         | I. A třída Zlínského kraje – sk. B     | 6      | 26  | 9   | 7     | 10  | 46  | 44  | +2  | 34  | 7.     |
| 2010/11         | I. A třída Zlínského kraje – sk. B     | 6      | 24  | 11  | 5     | 8   | 39  | 36  | +3  | 38  | 3.     |
| 2011/12         | I. A třída Zlínského kraje – sk. B     | 6      | 26  | 9   | 3     | 14  | 52  | 58  | −6  | 30  | 10.    |
| 2012/13         | I. A třída Zlínského kraje – sk. B     | 6      | 24  | 8   | 2     | 14  | 41  | 53  | −12 | 26  | 10.    |
| 2013/14         | I. A třída Zlínského kraje – sk. B     | 6      | 26  | 8   | 6     | 12  | 36  | 53  | −17 | 30  | 11.    |
| 2014/15         | I. A třída Zlínského kraje – sk. B     | 6      | 26  | 7   | 1 / 2 | 16  | 31  | 60  | −29 | 25  | 12.    |
| 2015/16         | I. A třída Zlínského kraje – sk. B     | 6      | 26  | 4   | 2 / 1 | 19  | 32  | 92  | −60 | 17  | 14.    |
| 2016/17         | I. B třída Zlínského kraje – sk. C     | 7      | 26  | 9   | 0 / 2 | 15  | 32  | 63  | −31 | 29  | 11.    |
| 2017/18         | I. B třída Zlínského kraje – sk. C     | 7      | 26  | 9   | 0 / 2 | 15  | 32  | 76  | −44 | 29  | 12.    |
| 2018/19         | I. B třída Zlínského kraje – sk. C     | 7      | 26  | 5   | 3 / 3 | 15  | 44  | 73  | −29 | 24  | 13.    |
| 2019/20         | I. B třída Zlínského kraje – sk. C     | 7      | 13  | 0   | 2     | 11  | 11  | 55  | −44 | 3   | 14.    |
| 2020/21         | Okresní přebor Uherskohradišťska       | 8      | 8   | 4   | 1     | 3   | 17  | 19  | −2  | 13  | 8.     |
| 2021/22         | Okresní přebor Uherskohradišťska       | 8      | 26  | 0   | 5     | 21  | 25  | 86  | −61 | 5   | 13.    |
| 2022/23         | Okresní soutěž Uherskohradišťska       | 9      | 22  | 6   | 4     | 12  | 44  | 65  | −21 | 22  | 10.    |
| 2023/24         | Okresní soutěž Uherskohradišťska       | 9      | 26  | 12  | 3     | 11  | 65  | 58  | +7  | 39  | 8.     |
| 2024/25         | Okresní soutěž Uherskohradišťska       | 9      | 12  | 5   | 2     | 5   | 28  | 31  | −3  | 17  | 7.     |

Poznámka:
- 1995/96: Mužstvu Březolup byly odečteny 3 body.[7]
- Od sezony 2014/15 se ve Zlínském kraji hraje tímto způsobem: Pokud zápas skončí nerozhodně, kope se penaltový rozstřel. Jeho vítěz bere 2 body, poražený pak jeden bod. Za výhru po 90 minutách jsou 3 body, za prohru po 90 minutách není žádný bod.
- Sezona 2019/20 Odehráno jen 13 utkání, po polovině soutěž zrušena kvůli pandemii covidu-19, sestup.
- Sezona 2020/21 Odehráno jen 9 utkání, poté soutěž zrušena kvůli pandemii covidu-19.